# Przyborze (Poméranie)
Pour les articles homonymes, voir Przyborze.
Przyborze est une localité polonaise de la gmina rurale de Kołczygłowy située dans le powiat de Bytów en voïvodie de Poméranie. Elle se trouve à environ 22 km au nord-ouest de Bytów et 93 km à l'ouest de la capitale régionale Gdańsk.

## Géographie

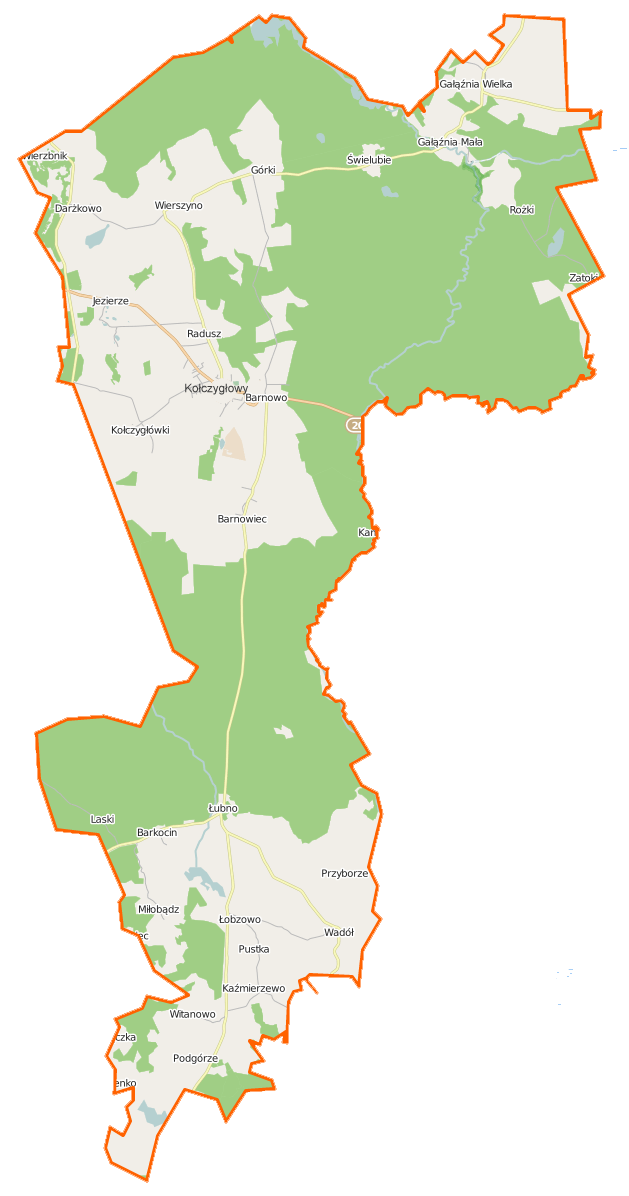
Carte de la gmina de Kołczygłowy.

## Histoire
De 1742 à 1945, Lindenbusch fait partie de l'arrondissement de Rummelsburg-en-Poméranie dans le district de Köslin au sein de la province de Poméranie.